# Єнтальцев Андрій Васильович
Єнтальцев (Янтальцев) Андрій Васильович (1788 — 27 січня 1845) — декабрист, підполковник, командир 27 кінно-артилерійської роти. Учасник Франко-російської війни.

## Служба
З дворян. Народився в Петербурзі. Батько — колезький асесор Василь Ентальцев, мати — Варвара Григорівна Черешнікова. Виховувався в Петербурзі в пансіоні Мейєра (1798 — 1800). В службу вступив у 1801 році юнкером в 2-й артилерійський польовий батальйон. У 1806 — 1807 роках брав участь кампаніях проти французів. У 1812 році Єнтальцев в чині поручика відзначився в битві при Смоленську, за що отримав чин штабс-капітана. За відзнаку в битві під селом Червоним був нагороджений орденом Святого Володимира 4-го ступеня з бантом. У 1825 році — підполковник, командир 27-ї кінно-артилерійської роти.

## Декабрист

### Член таємних товариств
Член Союзу благоденства з 1820 року і Південного товариства.
Доставлений в Петербург з Тульчина 20 січня 1826 року, ув'язнений у Петропавловську фортецю. Визнаний винним у тому, що знав про умисел на царевбивство (повідомив Пестель); належав до таємного товариства зі знанням мети і знав про підготовку до заколоту.
Засуджений за VII розрядом до каторжних робіт на 2 роки. 7 лютого 1827 року він був відправлений з Петропавлівської фортеці в Сибір.

### У Сибіру
Каторгу відбував у Читинському острозі (1827 — 1828). Великою радістю для Андрія Васильовича став приїзд до Чити в травні 1827 року його дружини Олександри Василівни. Жив на поселенні в м. Березові Тобольської губернії, Тобольську, Ялуторовську. Переїзд в Ялуторовськ стався за клопотанням сестри декабриста. Прибув до Ялуторовська наприкінці літа 1830 року. У Ялуторовську Єнтальцеви придбали за 1300 рублів великий будинок у колезького радника Шеншина. Андрій Єнтальцев захопився медициною. Обзавівся спеціальною літературою, сам готував ліки, витрачаючи чималі кошти на купівлю необхідних препаратів. Нікому не відмовляв у допомозі. Перебуваючи в Ялуторовську, декабрист подавав клопотання про дозвіл вступити йому рядовим в Окремий Кавказький корпус, але його прохання було височайше відхилене. У Ялуторовську Єнтальцев неодноразово ставав жертвою доносів. Кожне розслідування Єнтальцев важко переживав. Результатом цього стало психічне захворювання, для лікування якого було дозволено тимчасово перевести його до Тобольська, але лікування результатів не дало і в вересні 1842 року Єнтальцев разом з дружиною повертається в Ялуторовськ. Олександра Василівна змушена була продати будинок, щоб створити хворому кращі матеріальні умови. Помер у Ялуторовську. Похований на старому кладовищі Ялуторовська. Могила Єнтальцева знаходиться під охороною держави.